# 帕夫洛沃 (斯瓦利亞瓦區)
48°38′52″N 22°54′54″E / 48.64778°N 22.91500°E
帕夫洛沃（烏克蘭語：Павлово），是烏克蘭西部的村莊，隸屬外喀爾巴阡州的穆卡切沃區。該村始建於1400年，面積10.05平方公里，海拔高度299米，2001年人口770，人口密度每平方公里76.62人。